# Wote
Wote – miasto w Kenii, nad rzeką Kaiti, w hrabstwie Makueni. W 2019 liczyło 19,7 tys. mieszkańców.